# 座古明史
座古 明史（ざこ あきふみ、1975年 - ）は、日本の男性アニメーション監督である。東映アニメーション所属。

## 略歴・人物
茨城県出身。TVアニメ『トリコ』のシリーズディレクターを務めた。

## 参加作品

### テレビアニメ
- おジャ魔女どれみナ・イ・ショ（演出）
- ふたりはプリキュア（演出）
- ふたりはプリキュア Max Heart（演出）
- ふたりはプリキュア Splash Star（演出）
- Yes!プリキュア5（演出）
- Yes!プリキュア5GoGo!（演出）
- フレッシュプリキュア!（シリーズディレクター、演出）
- ハートキャッチプリキュア!（演出）
- トリコ（シリーズディレクター、演出、絵コンテ）
- 金田一少年の事件簿Ｒ（演出）
- Go!プリンセスプリキュア（絵コンテ・演出）
- 魔法つかいプリキュア!（絵コンテ・演出）
- キラキラ☆プリキュアアラモード（絵コンテ・演出）
- HUGっと!プリキュア（シリーズディレクター（佐藤順一と共同）、絵コンテ・演出）
- スター☆トゥインクルプリキュア（絵コンテ・演出）
- ドラゴンクエスト ダイの大冒険（演出）
- おしりたんてい（演出）

### 映画
- 劇場版 トリコ 美食神の超食宝（監督）
- 映画 Go!プリンセスプリキュア Go!Go!!豪華3本立て!!! パンプキン王国のたからもの（監督）
- 映画 おしりたんてい スフーレ島のひみつ（監督）
- 映画 デリシャスパーティ♡プリキュア 夢みる♡お子さまランチ!（監督）